# Chiesa di Santo Stefano (Villandro)
La chiesa di Santo Stefano (in tedesco Pfarrkirche St. Stephan) a Villandro è la chiesa parrocchiale del paese.
La chiesa attuale ha origini duecentesche ma ha subito rimaneggiamenti successivi, soprattutto nel XVI secolo. L'interno invece è in gran parte del XIX secolo. Nel XX secolo, dopo un incendio, l'edificio è stato ampiamente restaurato.